# آب‌سنگ حلقوی اوجلانگ
آب‌سنگ حلقوی اوجلانگ (به لاتین: Ujelang Atoll) یک آب‌سنگ حلقوی در جزایر مارشال است که در زنجیره رالیک واقع شده‌است. آب‌سنگ حلقوی اوجلانگ ۱٫۸۶ کیلومتر مربع مساحت و و خالی از سکنه است و ۳ متر بالاتر از سطح دریا واقع شده‌است.